# Aérodrome de Bandanaira
L'aéroport de Bandaneira (également connu sous le nom d'aéroport de Banda Neira) (code IATA : NDA • code OACI : WAPC)         est l'aéroport des îles Banda de Maluku, en Indonésie et l'un des plus petits aéroports du pays. L'archipel des îles Banda sont une destination touristique populaire pour les plongeurs et les plongeurs en apnée.
La plupart des touristes viennent entre février-mai et septembre-décembre, car c'est à ce moment-là que le temps est le plus propice pour la plongée en apnée et la plongée,.

## Installations
Cet aérodrome est très petit avec peu d'installations. Lorsque les avions décollent ou atterrissent, l'aéroport émet une sirène pour avertir les résidents locaux de dégager la piste.

## Compagnies aériennes et destinations
| Compagnies | Destinations    |
| ---------- | --------------- |
| Susi Air   | Ambon-Pattimura |

## Transport terrestre
Le transport terrestre local est disponible depuis et vers l'aéroport de Banda, soit à partir de voitures de location privées ou de taxis motos appelés « ojek ».

## Incidents
- Entre 1998 et 2008, quatre incidents se sont produits à cet aéroport. C'est un aéroport difficile à atterrir en raison de la petite piste et du volcan voisin[5].
- Le 5 juin 2006, le vol numéro 9971 de Merpati Nusantara Airlines tentait d'atterrir à l'aéroport de Bandanaira, mais il a dérapé et a dévié de la piste. Il y avait de fortes pluies à l'époque. L'avion a subi des dommages aux roues, aux ailes et au fuselage fissuré, mais il n'y a pas eu de décès[6].